# 吳穎琴
吳穎琴（Ng Wing Kum，1984年5月6日–），生於香港，香港女子足球員，司職進攻中場，現時效力香港女子足球聯賽球隊公民。

## 球會生涯
吳穎琴生於香港，小時候在麥當勞青少年足球計劃起步，首次參加同齡比賽就獲「賽事最佳球員獎」，自此嶄露頭角，之後一步步踢入葵青區隊，在學界贏得冠軍，獲得運動員計劃入讀香港理工大學副學士物流，便在大專盃贏得MVP、神射手及冠軍等榮譽，起初父母都不支持吳穎琴踢足球，直至以運動員計劃升學後，爸爸開始有入場支持她大專盃比賽，到現在以足球作自己事業，他們已經完全認同吳穎琴做的事。吳穎琴最喜歡的女子球員是著名中國女子足球運動員孫雯，而最喜歡的男子足球員便是朗拿甸奴和史高斯。

## 國際賽生涯
在2002年，18歲的吳穎琴首次入選香港隊，於2003年的亞洲盃外圍賽對新加坡首次上陣，便憑她一箭定江山以1–0勝出，再在2013年東亞盃首圈賽事成了賽事的首席射手。

## 教練生涯
畢業後吳穎琴試過全職教波，又試過在足球雜誌任文職，2006年在傑志任青年軍助教，及後獲朱志光和高志超推薦到馬來西亞進修精英教練課程，幾年後吳穎琴在足球雜誌老闆推介下，與英超球會阿仙奴開始了商談合作，結果吳穎琴和高志超及陳炳安三人便牽頭合作，於2010年在香港成立阿仙奴足球學校，由踢足球到教波，至現在成為了足球學校的其中一名創辦人。

## 外部連結
- 香港足球總會網頁球員註冊資料（页面存档备份，存于）